# Luopoling Shuiku
Luopoling Shuiku (kinesiska: 落坡岭水库) är en reservoar i Kina. Den ligger i storstadsområdet Peking, i den norra delen av landet, omkring 38 kilometer väster om stadskärnan. Trakten runt Luopoling Shuiku består till största delen av jordbruksmark.
Genomsnittlig årsnederbörd är 694 millimeter. Den regnigaste månaden är juli, med i genomsnitt 226 mm nederbörd, och den torraste är januari, med 2 mm nederbörd.